# Harry Huskey
Harry Douglas Huskey (19 de janeiro de 1916 – 9 de abril de 2017) foi um pioneiro em projeto de computadores estadunidense. Huskey nasceu na região das Montanhas Great Smoky na Carolina do Norte e cresceu em Idaho.
Obteve um grau de bacharel na Universidade de Idaho. Obteve os graus de mestrado e PhD em 1943 na Universidade Estadual de Ohio, com a teseContributions to the Problem of Geocze. Huskey lecionou matemática na Universidade da Pensilvânia e depois trabalhou em tempo parcial no computador ENIAC em 1945.

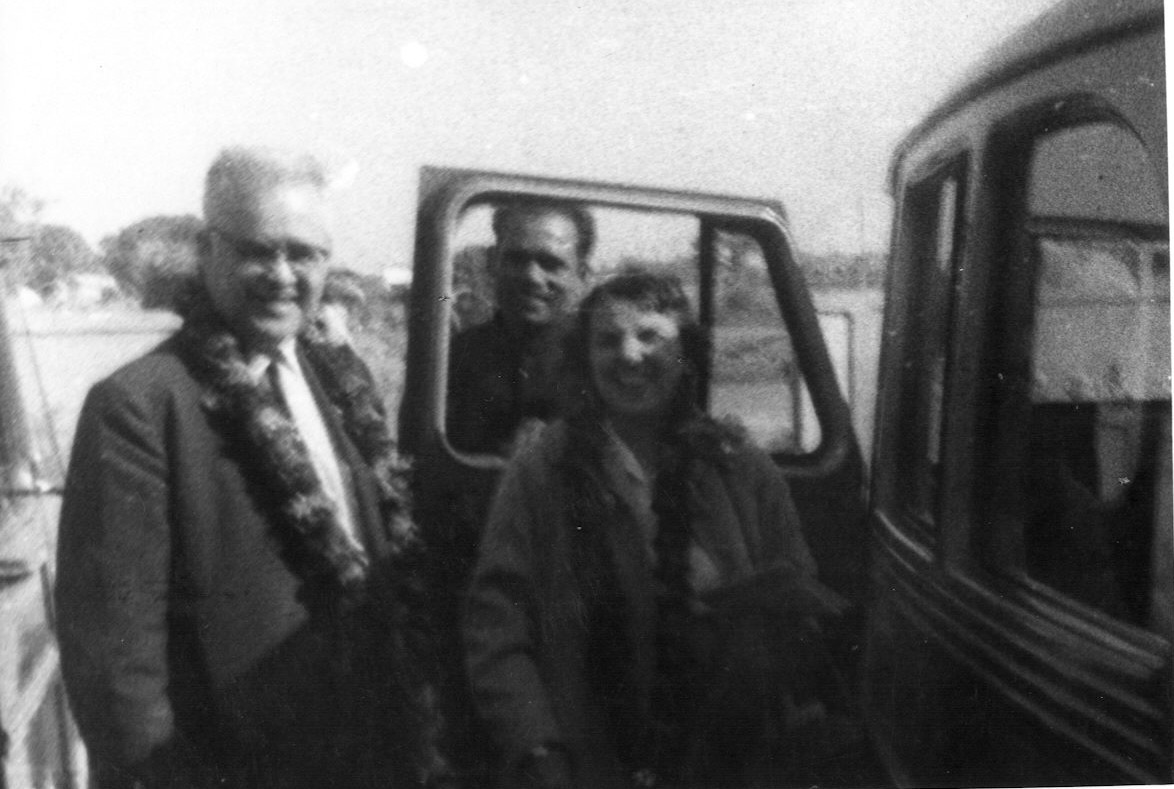
Harry Huskey (esquerda) em uma excursão ao Conjunto de Templos de Khajuraho, Madhya Pradesh, Índia

## Publicações selecionadas
- Huskey, H. D. Harry D. Huskey: His Story. BookSurge Publishing, 2004. ISBN 1-59457-680-7.
- Huskey, H. D. The ACE Test Assembly, the Pilot ACE, the Big ACE, and the Bendix G15. In Copeland, B. J., Alan Turing's Automatic Computing Engine, chapter 13, pages 281–295. Oxford University Press, 2005. ISBN 0-19-856593-3.
- Huskey, H. D. The state of the art in electronic digital computing in Britain and the United States (1947). In Copeland, B. J., Alan Turing's Automatic Computing Engine, chapter 23, pages 529–540. Oxford University Press, 2005. ISBN 0-19-856593-3.
- (com Huskey, Velma R). Lady Lovelace and Charles Babbage. 1980 Annals of the History of Computing  (Volume:2 ,  Issue: 4 )

## Prêmios
Em 2013 o Museu da História do Computador o denominou fellow "por seu trabalho seminal nos fundamentais sistemas computacionais iniciais e uma vida de serviços dedicada à educação computacional."